# Trichilia zewaldae
Trichilia zewaldae är en tvåhjärtbladig växtart som beskrevs av J. de Wilde. Trichilia zewaldae ingår i släktet Trichilia och familjen Meliaceae. Inga underarter finns listade i Catalogue of Life.